# Cyclops krillei
Cyclops krillei – gatunek widłonoga z rodziny Cyclopidae. Opisał go w 1878 roku szwajcarski zoolog Theophil Studer. Miejsce typowe to stawy i inne zbiorniki wodne na Wyspach Kerguelena.